# Piotr S. Wandycz
Piotr Stefan Wandycz (Krakkó, 1923. szeptember 20. – Branford, Connecticut, 2017. július 29.) lengyel-amerikai történész.

## Művei
- Czechoslovak-Polish Confederation and the Great Powers 1940–43 (1956, Bloomington: Indiana University Publications)
- France and her Eastern Allies 1919–1925. French-Czechoslovak-Polish Relations from the Paris Peace Conference to Locarno (1962, Minneapolis: The University of Minnesota Press)
- Zjednoczona Europa. Teoria i praktyka (1965, London: Polonia Book Fund)
- Soviet-Polish Relations 1917–1921 (1969, Cambridge, Mass.: Harvard University Press)
- The United States and Poland (1980, Cambridge, Mass.: Harvard University Press)
- August Zaleski, minister spraw zagranicznych RP 1926-32 w świetle wspomnień i dokumentów (1980, Párizs: Instytut Literacki)
- The Landsof Partitioned Poland 1795–1918 (1984, Seattle: University of Washington Press)
- Polska a zagranica (1986, Párizs: Instytut Literacki)
- Stracone szanse. Stosunki polsko-amerykańskie 1939–1987 (1987, Varsó: Głos)
- Polish diplomacy 1914–1945: aims and achievements : a lecture in English and Polish: together with a bibliographical essay on works dealing with recent Polish diplomatic history (1988, London: Orbis Books)
- The Twilight of French Eastern Alliances 1926–1936: French-Czechoslovak-Polish Relations from Locarno to the Remilitarization of the Rhineland (1988, Princeton, N. J.: Princeton University Press)
- Z dziejów dyplomacji: eseje (1988, London: Polonia)
- Z dziejów dyplomacji (1989)
- The price of freedom : a history of East Central Europe from the middle ages to the present (1992, London–New York: Routledge)
- Z Piłsudskim i Sikorskim. August Zaleski minister spraw zagranicznych w latach 1926–1932 i 1939–1941 (1999, Varsó : Wydawnictwo Sejmowe – Kancelaria Sejmu)
- O federalizmie i emigracji : reminiscencje o rzeczach istotnych i błahych (2003, Lublin: Instytut Europy Środkowo-Wschodniej)
- Pax Europea. Dzieje systemów międzynarodowych w Europie 1815–1914 (2003, Krakkó: Wydawnictwo Arcana)
- Aleksander Skrzyński, minister spraw zagranicznych II Rzeczypospolitej (2006, Varsó: Polski Instytut Spraw Międzynarodowych)
- O czasach dawniejszych i bliższych. Studia z dziejów Polski i Europy Środkowo-Wschodniej (2009, Poznań: Wydawnictwo Poznańskie)

### Magyarul megjelent művei
- A szabadság ára. Kelet-Közép-Európa története a középkortól máig; ford. Bojtár Péter; Osiris, Bp., 2004 (Osiris tankönyvek)